# Diastata boreonigra
Diastata boreonigra är en tvåvingeart som beskrevs av Chandler 1987. Diastata boreonigra ingår i släktet Diastata och familjen sumpskogsflugor. Arten är reproducerande i Sverige. Inga underarter finns listade i Catalogue of Life.